# Mua sắm trực tuyến
Mua sắm trực tuyến là một dạng thương mại điện tử cho phép khách hàng trực tiếp mua hàng hóa hoặc dịch vụ từ người bán qua Internet sử dụng trình duyệt web. Người tiêu dùng tìm thấy một sản phẩm quan tâm bằng cách trực tiếp truy cập trang web của nhà bán lẻ hoặc tìm kiếm trong số các nhà cung cấp khác sử dụng công cụ tìm kiếm mua sắm, hiển thị sự sẵn có và giá của sản phẩm tương tự tại các nhà bán lẻ điện tử khác nhau. Kể từ năm 2016, khách hàng có thể mua sắm trực tuyến bằng nhiều loại máy tính và thiết bị khác nhau, bao gồm máy tính để bàn, máy tính xách tay, máy tính bảng và điện thoại thông minh.
Một cửa hàng trực tuyến gợi lên sự tương đồng về thể chất khi mua sản phẩm hoặc dịch vụ tại một nhà bán lẻ hoặc trung tâm mua sắm thông thường. Một cửa hàng trực tuyến điển hình cho phép khách hàng duyệt qua phạm vi sản phẩm và dịch vụ của công ty, xem ảnh hoặc hình ảnh của sản phẩm, cùng với thông tin về các đặc điểm, tính năng và giá cả của sản phẩm.
Các cửa hàng trực tuyến thường cho phép người mua sắm sử dụng các tính năng "tìm kiếm" để tìm các mô hình, thương hiệu hoặc mặt hàng cụ thể. Khách hàng trực tuyến phải có quyền truy cập vào Internet và một phương thức thanh toán hợp lệ để hoàn tất giao dịch như thẻ tín dụng, thẻ ghi nợ. Đối với các sản phẩm vật lý (ví dụ: sách bìa mềm hoặc quần áo), người bán lẻ điện tử chuyển sản phẩm đến cho khách hàng; Đối với các sản phẩm kỹ thuật số, chẳng hạn như  bài hát hoặc phần mềm, e-tailer thường gửi tập tin tới khách hàng qua Internet. Tập đoàn bán lẻ trực tuyến lớn nhất trên thế giới là Alibaba, Amazon.com và eBay.

## Lịch sử
Năm 1990, Tim Berners-Lee đã tạo ra World Wide Web server đầu tiên và trình duyệt. Nó mở ra cho sử dụng thương mại vào năm 1991. Năm 1994 tiến bộ khác đã diễn ra, chẳng hạn như ngân hàng trực tuyến và mở một cửa hàng pizza trực tuyến của Pizza Hut [1] Trong cùng năm đó,. Netscape giới thiệu SSL mã hóa dữ liệu truyền trên mạng, mà đã trở thành cần thiết cho mua sắm trực tuyến an toàn. Cũng trong năm 1994 các công ty Đức Intershop giới thiệu hệ thống đầu tiên mua sắm trực tuyến của mình. Năm 1995 Amazon ra mắt trang web mua sắm trực tuyến của nó, và vào năm 1996 eBay đã xuất hiện.

## Khách hàng
Trong những năm gần đây, mua sắm trực tuyến đã trở nên phổ biến, tuy nhiên, nó vẫn còn phục vụ cho tầng lớp trung lưu và thượng lưu. Để cửa hàng trực tuyến, người ta phải có thể truy cập vào máy tính, tài khoản ngân hàng và thẻ ghi nợ. Mua sắm đã phát triển với sự phát triển của công nghệ. Theo nghiên cứu tìm thấy trong Tạp chí Thương mại điện tử, nếu một tập trung vào các đặc điểm nhân khẩu học của những người mua sắm tại nhà, nói chung, cao hơn mức độ giáo dục, thu nhập, và nghề nghiệp của người đứng đầu của hộ gia đình, càng có nhiều thuận lợi trong nhận thức của cửa hàng mua sắm không., Enrique (2005) Ảnh hưởng của người dùng Internet mua sắm Patterns và Nhân khẩu học về hành vi tiêu dùng mua Điện thoại di động.. Tạp chí Nghiên cứu Thương mại điện tử, Một yếu tố có ảnh hưởng trong thái độ của người tiêu dùng đối với cửa hàng mua sắm không được tiếp xúc với công nghệ, vì nó đã được chứng minh rằng tăng tiếp xúc với công nghệ tăng khả năng phát triển thái độ thuận lợi đối với các kênh mua sắm mới. [2]
Mua sắm trực tuyến mở rộng các đối tượng mục tiêu để người đàn ông và phụ nữ của tầng lớp trung lưu. Lúc đầu, người dùng chính của mua sắm trực tuyến đã được những người đàn ông trẻ với một mức độ cao thu nhập và giáo dục một trường đại học. Hồ sơ này đang thay đổi. Ví dụ, tại Mỹ trong những năm đầu của Internet là phụ nữ có rất ít người sử dụng, nhưng vào năm 2001 phụ nữ được 52,8% dân số trực tuyến.

## Cách thanh toán
Người mua hàng trực tuyến thường sử dụng thẻ tín dụng để thanh toán, tuy nhiên một số hệ thống cho phép người dùng tạo tài khoản và thanh toán bằng các phương tiện thay thế, chẳng hạn như:
- Thanh toán điện thoại di động và điện thoại cố định
- Tiền mặt khi giao hàng (COD, được cung cấp bởi rất ít cửa hàng trực tuyến)
- Séc
- Thẻ ghi nợ
- Ghi nợ trực tiếp ở một số nước
- Các loại tiền điện tử
- Thẻ quà tặng
- Chuyển tiền bưu điện
- Dây chuyển / giao hàng về thanh toán

Một số trang web sẽ không chấp nhận thẻ tín dụng quốc tế, một số yêu cầu địa chỉ thanh toán cả hai bên mua và địa chỉ vận chuyển được trong cùng một đất nước mà trang web hoạt động kinh doanh của mình, và vẫn còn các trang web khác cho phép khách hàng từ bất cứ nơi nào để gửi quà tặng bất cứ nơi nào. Phần tài chính của các giao dịch có thể được xử lý trong thời gian thực (ví dụ, cho phép người tiêu dùng biết thẻ tín dụng của họ đã bị từ chối trước khi log off), hoặc có thể được thực hiện sau này như là một phần của quá trình thực hiện.

## Giao hàng
Sau khi thanh toán đã được chấp nhận hàng hoá, dịch vụ có thể được giao trong những cách sau đây.
- Tải về: Đây là phương pháp thường được sử dụng cho các phương tiện truyền thông kỹ thuật số sản phẩm như phần mềm, nhạc, phim ảnh, hoặc hình ảnh.
- Thả vận chuyển: Đơn đặt hàng được chuyển đến nhà phân phối nhà sản xuất hoặc của bên thứ ba, người tàu mục trực tiếp cho người tiêu dùng, bỏ qua vị trí địa lý của nhà bán lẻ để tiết kiệm thời gian, tiền bạc, và không gian.
- pickup Trong cửa hàng: Các đơn đặt hàng trực tuyến, tìm thấy một cửa hàng địa phương sử dụng phần mềm định vị và chọn các sản phẩm lên tại các cửa hàng gần nhất. Là phương pháp thường được sử dụng trong những viên gạch, kinh doanh mô hình nhấp chuột.
- In ra, cung cấp một mã số, hoặc gửi email, chẳng hạn như vé vào xem và scrip (ví dụ, giấy chứng nhận quà tặng và phiếu giảm giá). Các vé, mã số, hoặc phiếu giảm giá có thể được mua lại tại các cơ sở vật chất hoặc trực tuyến phù hợp và nội dung của họ xem xét lại để xác minh eligility của họ (ví dụ, bảo đảm rằng quyền nhập học hoặc sử dụng được hoàn trả theo đúng thời gian và địa điểm, với số tiền chính xác, và cho số chính xác về sử dụng).
- Vận chuyển: Sản phẩm được vận chuyển đến địa chỉ của khách hàng hoặc của một bên thứ ba khách hàng được chỉ định.
- Liệu cuộc gọi, Cobo (trong Chăm Sóc Box Office), hay "ở cửa" đón: bảo trợ nhặt lên mua vé trước cho một sự kiện, chẳng hạn như đóng, sự kiện thể thao, hoặc buổi hòa nhạc, hoặc chỉ cần trước khi sự kiện hoặc trước. Với sự khởi đầu của Internet và các trang web thương mại điện tử, cho phép khách hàng mua vé trực tuyến, sự phổ biến của dịch vụ này đã tăng lên.

## Cách mạng mua sắm trực tuyến
Cách mạng mua sắm trực tuyến là một thuật ngữ dành cho lễ hội mua sắm trực tuyến được tổ chức tại cùng một thời điểm của các doanh nghiệp thương mại điện tử hàng đầu Việt Nam, kéo dài từ ngày 11/11 đến ngày 12/12. Mục đích của sự kiện này là nhằm thúc đẩy ngành công nghiệp thương mại điện tử và đóng góp vào sự phát triển ngành công nghiệp của mua sắm trực tuyến tại Việt Nam - quốc gia có tỷ lệ tăng trưởng về số lượng người sử dụng Internet (chiếm 34,1% số dân).
Trong trường hợp này, ngành công nghiệp thương mại điện tử đang cố gắng để thu hút sự chú ý để mua sắm trực tuyến công cộng bằng cách cung cấp một loạt các chương trình cũng như chương trình khuyến mãi và giảm giá sản phẩm, phiếu quà tặng và quà tặng giá trị cao, trao giải thưởng cho khách hàng.
Khái niệm về Cách mạng mua sắm trực tuyến lấy cảm hứng từ các sự kiện Cyber Monday và Black Friday đã được thực hiện ở Mỹ, châu Âu và các nước châu Á, bao gồm Việt Nam .

### 2003
Tiếp tục thúc đẩy đà tăng trưởng từ năm 2012, đến cuối năm và trước Tết Nguyên đán được nhiều doanh nghiệp tận dụng lợi thế của là cơ hội để quảng bá thương hiệu và thúc đẩy kích cầu mua sắm tối đa. Sự hợp tác của nhiều người coi là một cuộc cách mạng mua sắm hấp dẫn bởi vì đây là lần đầu tiên tại Việt Nam, bốn công ty trong Thương mại điện tử tạo ra sóng hệ sinh thái kết hợp mua sắm.